# Pararge mediolugens
Pararge mediolugens är en fjärilsart som beskrevs av Fuchs 1892. Pararge mediolugens ingår i släktet Pararge och familjen praktfjärilar. Inga underarter finns listade i Catalogue of Life.